# マテオ・セレッソ
マテオ・セレッソ（Mateo Cerezo, el Joven、1620年代生まれ（1637年4月19日が洗礼日）- 1666年6月29日）はスペインの画家である。宗教画や静物画を描いた。父親の画家、マテオ・セレッソ・ムニョス(Mateo Cerezo Muñozまたは Mateo Cerezo el Viejo）
と区別するために「el Joven（若年の方）」を付けて呼ばれることがある。

## 略歴
スペイン北部、カスティーリャ・イ・レオン州のブルゴスで生まれた。父親は画家で、母親の実家はブルゴスの有名な金細工師の家系だった。父親から絵を学び、アントニオ・パロミーノの著作によれば、15歳の時にマドリードの画家、フアン・カレーニョ・デ・ミランダの弟子になり、その数年後の1645年にはカレーニョの仕事を手伝ったとされる 。静物画も描いたアントニオ・デ・ペレーダ(Antonio de Pereda)にも学んだ可能性も指摘されている。1656年から1659年の間は、ブルゴスとバリャドリッドの両方で働き、1660年からにマドリードに定住した。
1666年に40歳ほどで亡くなったため、残されている作品は少ないが、マドリードのプラド美術館やブルゴス美術館などに作品は収蔵されている。

## 作品

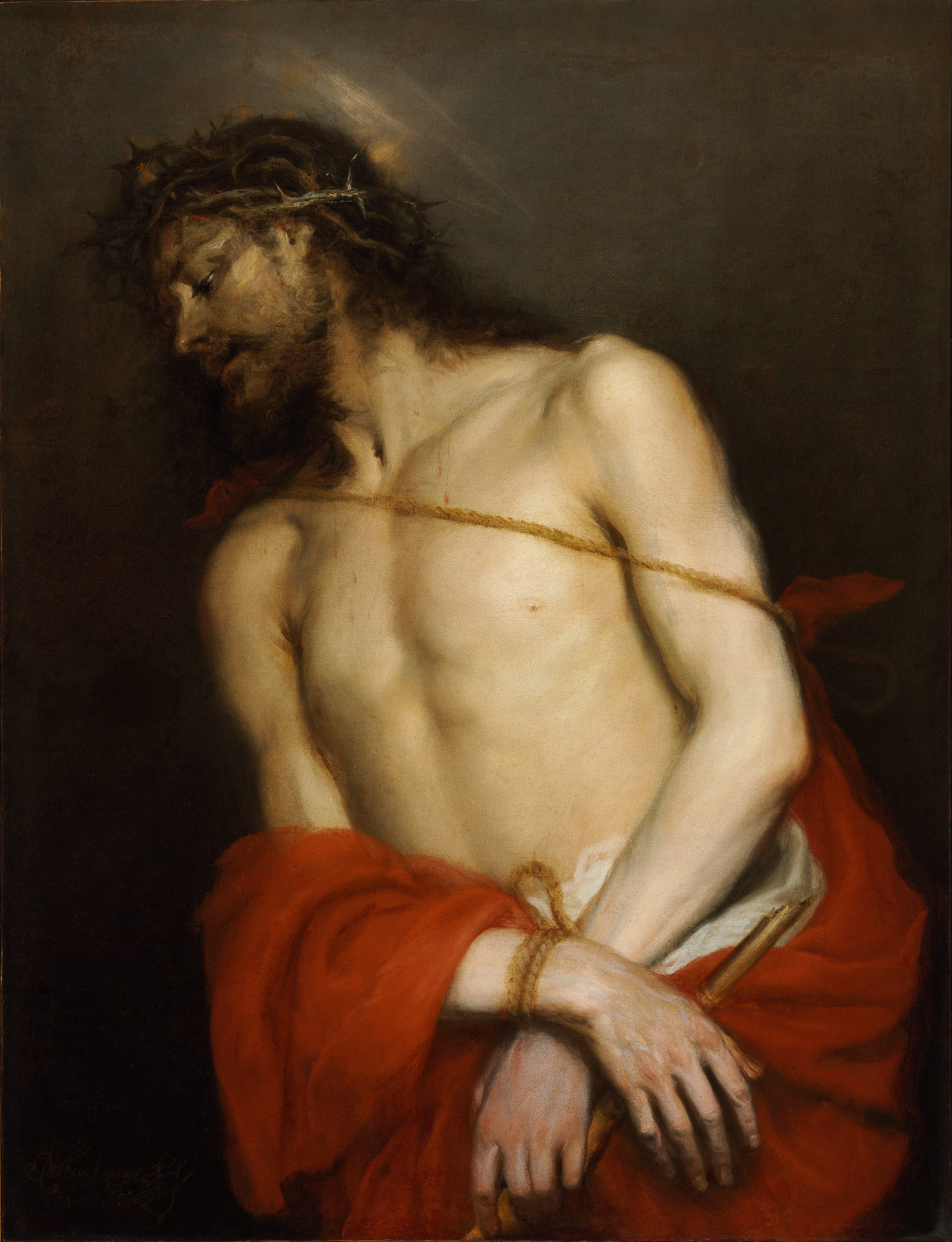
「エッケ・ホモ」(c.1650)、ブダペスト国立西洋美術館蔵
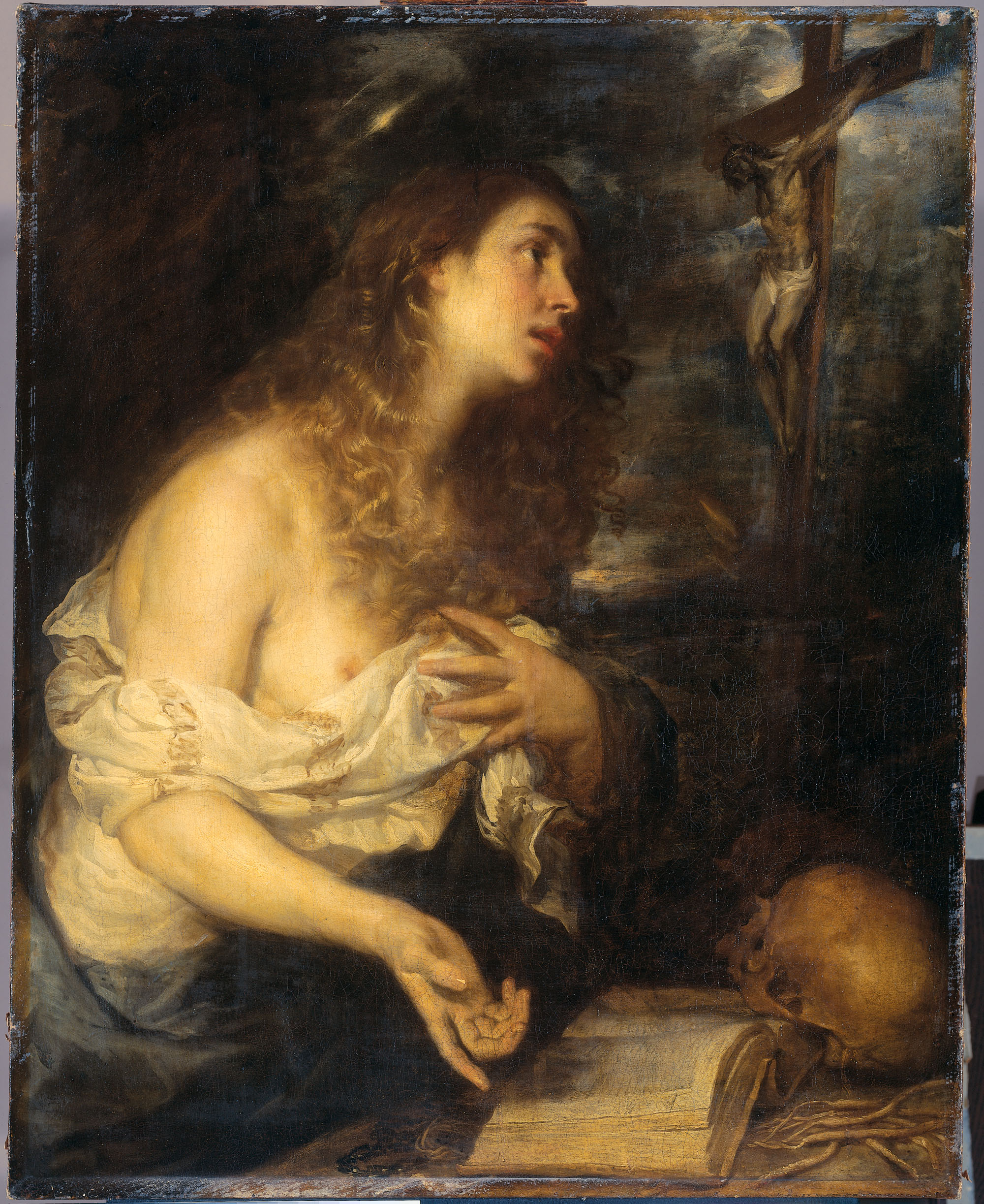
「悔悛するマグダラのマリア」(1661)、アムステルダム国立美術館蔵
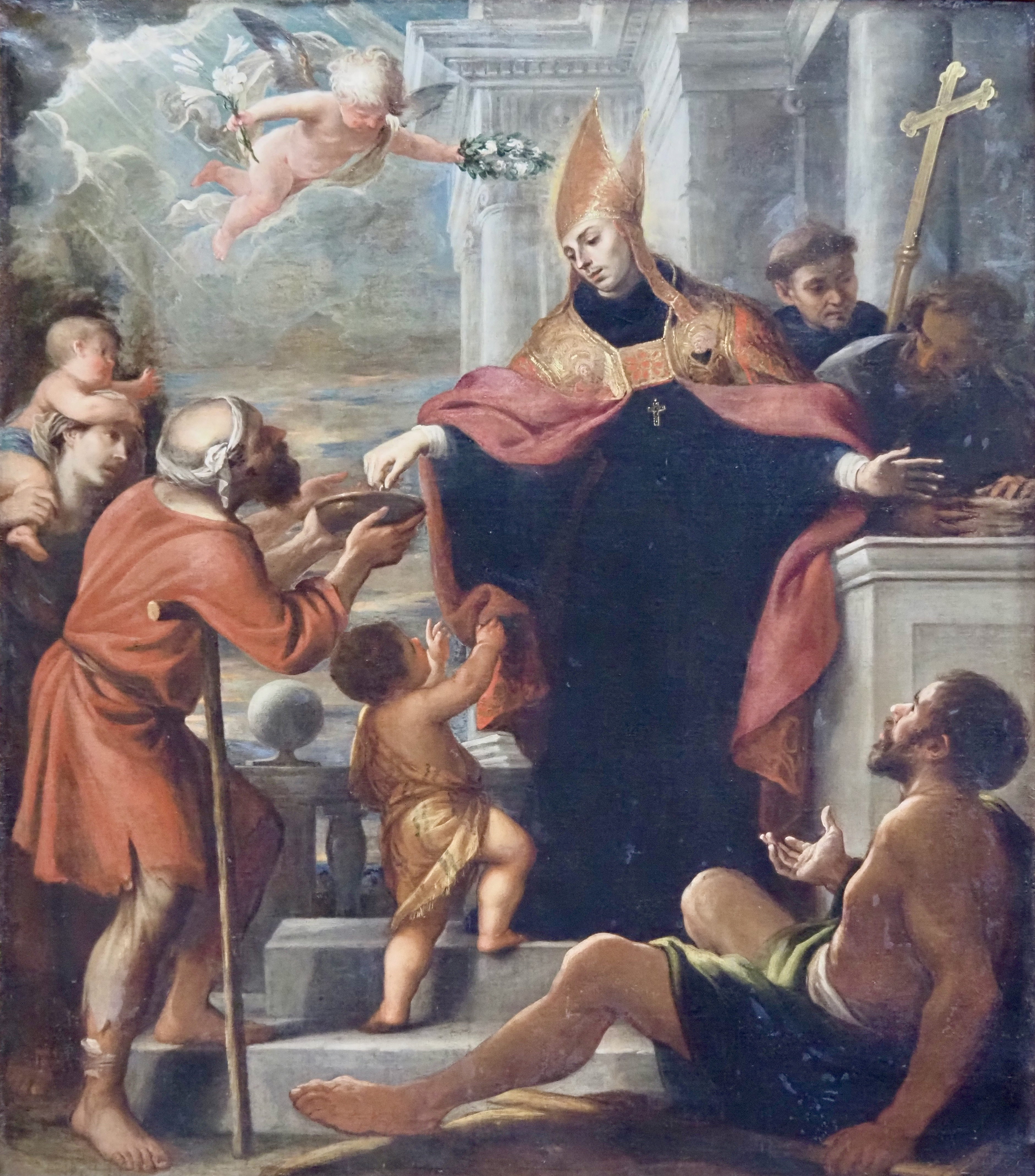
乞食に施しを与える聖トマス (c.1660) ルーブル美術館蔵